# Racionalismo crítico
O racionalismo crítico é o sistema filosófico proposto por Karl Raimund Popper para o conhecimento científico. Um conceito central nesta teoria é o da necessidade da falseabilidade dos sistemas teóricos, ou seja, todo conhecimento é provisório, refutável e corrigível. Popper afirmava que é mais assertivo verificar se a teoria é falsa do que provar sua legitimidade. Cada teoria deveria passar, portanto, por testes rígidos de sua validade. Porém, se a observação não repudiar a teoria isso não significa que a teoria possa ser considerada como verdade absoluta.

## Visão Geral
O racionalismo crítico lida com a questão de como problemas, sejam eles metódicos, racionais, sociais, políticos ou científicos, podem ser investigados e resolvidos.
Esse sistema filosófico parte da crença de senso comum, dentro da capacidade humana para o conhecimento. Por exemplo, que a lua não deixa de existir quando você não está olhando para ela (essa ideologia recebe o nome de Realismo crítico). Mas, por outro lado, sabe que essa capacidade em conhecer o mundo pelo senso comum é limitada.
Deve-se presumir que qualquer teste de resolução de problemas pode estar errado. Essa consciência da falibilidade da teoria leva a uma análise crítica das crenças e suposições, mas também leva a uma abordagem metódica e racional para resolver os problemas.
Dessa forma, o racionalismo crítico não questiona como provar uma teoria, mas sim como saber se está errada e como proceder quando encontrados erros.
Podemos tomar como exemplo a teoria da gravitação, desde Newton até Einstein. Em 1687, Newton afirmava que corpos podiam se atrair mutuamente, e, a isto, deu o nome de gravitação. Na época, a teoria de Newton parecia valer experimentalmente, porém, não explicava exatamente como a gravitação funcionava. Anos mais tarde, Einstein observou que a atração universal tendia a fazer as galáxias caírem umas sobre as outras, o que não podia estar acontecendo. Formulou, então, a teoria da Relatividade Geral, propondo que, na verdade, a gravidade seria uma distorção no espaço-tempo. Einstein propôs experimentos sofisticados para verificar sua teoria e indicou sob quais circunstâncias ela estaria à prova, em uma tentativa de rejeitá-la novamente.
A posição do racionalismo crítico para a política é muito semelhante à posição sobre a ciência. Não temos uma crítica sobre como encontrar o melhor governante, ou o que deve ser feito para garantir condições ideais. Ao invés disso, retiraríamos governantes ruins sem derramamento de sangue, e os abusos de tal governo poderiam ser eliminados.
A abordagem crítica – influenciada pelas formulações de Karl Popper – está baseada no seguinte percurso metodológico: i) constatação de problemas específicos e concretos; ii) proposição de hipóteses ousadas; iii) abertura à crítica e falseabilidade das nossas hipóteses em uma avaliação comparativa com outras hipóteses; iv) corroboração ou refutação de nossas hipóteses e conjecturas. Mas toda observação (i) já é influenciada por algum tipo de conjectura ou ideia.

## Crítica a outros sistemas filosóficos

### O problema da indução
As ciências empíricas caracterizam-se pelo fato de empregarem os chamados métodos indutivos. Para Popper, não existe sentido lógico inferirmos enunciados universais a partir de enunciados particulares, não importando quão numerosos eles sejam. Qualquer conclusão colhida deste modo, sempre pode revelar-se falsa. Muitas pessoas acreditam que esse conhecimento universal é obtido a partir da experiência, mas, na verdade, a experiência só pode ser um enunciado particular, nunca um enunciado universal. Nesses termos, as pessoas que afirmam que podemos obter um enunciado universal baseado em experiências, na verdade estão afirmando que este enunciado universal pode ser reduzido, de alguma forma, aos enunciados singulares. Popper defende também, em seu livro "A Lógica da Pesquisa Científica", que o princípio da indução é supérfluo e pode conduzir a incoerências lógicas. Estas incoerências só poderão ser evitadas, quando possível, com dificuldades, pois o princípio da indução tem que ser um princípio universal. Assim, quando tentarmos considera-lo verdadeiro, surgirão de novo os mesmos problemas que levaram à sua formulação. Em outras palavras, para provar que a indução é um princípio universal, supomos que ele é válido, logo, poderíamos utilizar os métodos indutivos para provar a sua validade. Mas é justamente essa hipótese que estamos tentando testar. Para contornar isso, deveríamos supor um método indutivo de mais alta ordem, e assim sucessivamente, nos levando a uma regressão infinita.

### O problema da demarcação
Popper definiu critérios que nos permitem estabelecer um limite entre ciência empírica (ciência baseada na experiência e na observação) ou a metafísica (teorias que estão além da experiência, por exemplo a religião) da lógica e da matemática, pois a indução não nos fornece conveniente sinal diferenciador. Segundo Popper, em uma posição verdadeiramente científica, ao fazer uma afirmação sobre como o mundo funciona, necessariamente esta deve aceitar o risco de ser falsa. As posições não falseáveis não permitem este tipo de asserção pois são compatíveis com qualquer forma de comportamento do mundo,e encontram-se assim não necessariamente de acordo com realidade natural.

## Objetividade Científica e Convicção Subjetiva
Popper define os termos "objetivo" e "subjetivo" da mesma forma que Kant: Ele usa a palavra "Objetivo" para indicar que o conhecimento científico deve ser justificável, independentemente de questões pessoais. Uma justificação será "objetiva" se puder, em princípio, ser submetida a prova e compreendida por todos. Se algo for válido, seus fundamentos serão objetivos e suficientes.
Nesta visão, as teorias científicas nunca são inteiramente justificaveis ou verificaveis, mas são suscetíveis de serem submetidas à prova. Dessa forma, a objetividade dos enunciados está no fato de eles poderem ser submetidos a teste.
Do ponto de vista epistemológico, é irrelevante se o sentimento de convicção a respeito de uma teoria é fraco ou forte. Nenhum sentimento de convicção deve ter importância para o problema de como devem ser justificados os enunciados científicos.
Ao exigirmos objetividade para enunciados, removemos a possibilidade de dar como verdadeiro um enunciado científico baseado em experiências pessoais, forçando-os a serem submetidos a testes.

## Progresso da ciência
A busca de falsificações na teoria são cruciais para o progresso do conhecimento. Entretanto, apenas a correção destes erros nos leva ao progresso.
Quando acontece qualquer falsificação sobre uma teoria, leva muito tempo para a teoria ser modificada ou substituída por uma nova, pois ela precisa passar por rígidos testes até que seja considerada aceita. Por esse motivo, enquanto procura-se soluções para os eventuais problemas encontrados, podemos novamente verificar sua falseabilidade e rastrear novamente os seus erros. Nesse contexto, abrimos espaço para as novas teorias, dando espaço a novas pesquisas e experimentos.